# Карло Стипанић
Карло Стипанић (Цриквеница, 8. децембар 1941) бивши је југословенски ватерполиста, освајач златне медаље на Олимпијским играма 1968. године.

## Спортска биографија
Рођен је 8. децембра 1941. године у Цриквеници. Ватерполо је почео да игра релативно касно, са 18 година када је дошао у загребачку Младост. Играо је на позицији голмана. Стипанић је од 1959. до 1973. године чувао гол Младости. У том периоду је освојио титулу првака Југославије 1968, 1969. и 1970. године. На голу Младости освојио је четири пута титулу првака Европе 1968, 1969, 1970. и 1972. године. Након одласка из Младости, Стипанић је од 1973. до 1981. године бранио за екипу Лугано у Швајцарској.
Учествовао је три пута на Олимпијским играма са репрезентацијом Југославије. На својим првим Олимпијским играма 1964. године у Токију, освојио је сребрну медаљу. Четири године касније, 1968. у Мексико Ситију, освојио је злато, наступио је и на Играма 1972. године у Минхену.
Био је проглашен за најбољег ватерполо голмана света 1967. и 1968. године.

## Успеси
Играч
Југославија
- медаље
- злато : Олимпијске игре Мексико Сити 1968.
- сребро : Олимпијске игре Токио 1964.